# Geelwitte ossentong
Geelwitte ossentong (Anchusa ochroleuca) is een plant uit de Ruwbladigenfamilie. Het aantal chromosomen is 2n = 16.
De soort werd voor het eerst wetenschappelijk beschreven door Von Bieberstein in 1808.

## Ecologie en verspreiding
Geelwitte ossentong staat op open, zonnige, warme, droge standplaatsen. De grond dient matig voedselarm tot matig voedselrijk te zijn, stikstofrijk, kalkhoudend, en vaak op omgewoelde zandige en stenige bodems. Ze groeit in zeeduinen, in ruigten, op puinhellingen en op spoorterreinen. De oorsprong van de soort ligt in Zuidoost-Europa en oostelijk Midden-Europa. De plant is tegelijk met graan, vogelvoer en wol ingevoerd in West-Europa en zo in de duinen tussen Egmond en Wassenaar ingeburgerd. Geelwitte ossentong onderscheidt zich niet alleen in bloemkleur van gewone ossentong maar ook door de stengelbeharing en eigenschappen van de kelk. Bij de eerstgenoemde dragen de stengels bovenaan afstaande tot aangedrukte haren en de haren aan de onderzijde zijn uitsluitend terug geslagen. Bij de andere soort hebben de stengels een afstaande beharing. De kelkslippen bij geelwitte ossentong is stomp en hebben een witte, vliezige rand, die van gewone ossentong zijn vrij spits en zijn niet of nauwelijks vliezig gerand. Na insectenbestuiving worden de rijpe zaden meestal door mieren versleept.

## Beschrijving
Stengels

De rechtopstaande stengels zijn afstaand tot aangedrukt behaard. Onderaan groeien naar beneden gerichte haren.

Bladeren

De langwerpige tot lijnvormige bladen zijn meestal minder dan 1 cm breed.

Bloemen

Tweeslachtig (een bloem met zowel mannelijke als vrouwelijke geslachtsorganen). De bleekgele tot witte bloemen zijn 0,7-1 cm. De kelk is tot minder dan de helft ingesneden. De kelkslippen zijn stomp. Tanden met een witte rand.

Vruchten

Een vierdelige, 3 mm lange en 2 mm brede splitvrucht. Tweezaadlobbig (kiemend met twee kiemblaadjes).

#### Kenmerken
Hoogte: 0,30-0,70 m.

Bloemkleur: geel tot wit

Type vrucht: vierdelige splitvrucht

Kleur van de vrucht: Onopvallend

Geslachtsverdeling: tweeslachtig

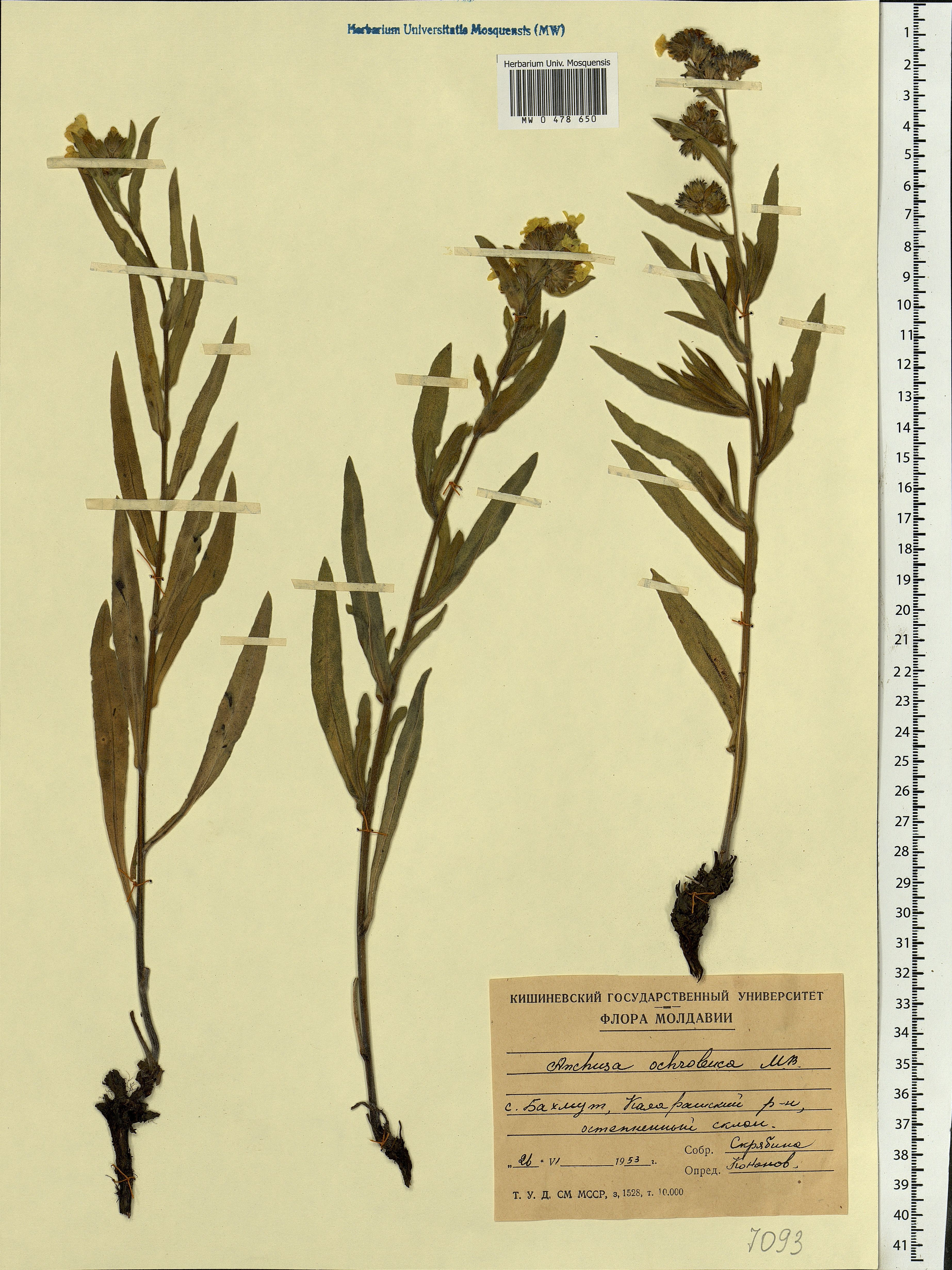
Herbarium exemplaren
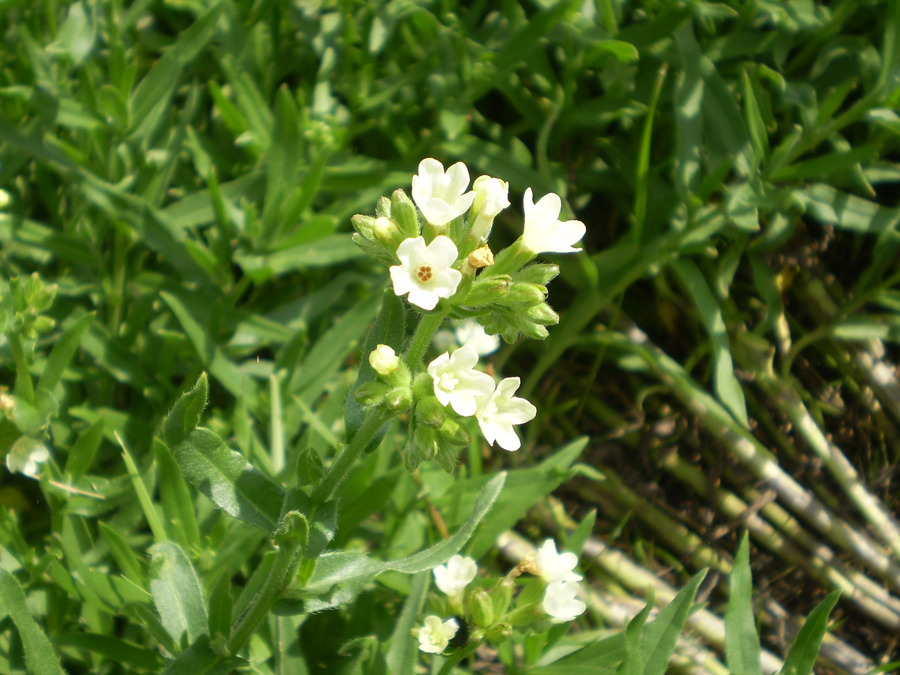
Bloeiwijze
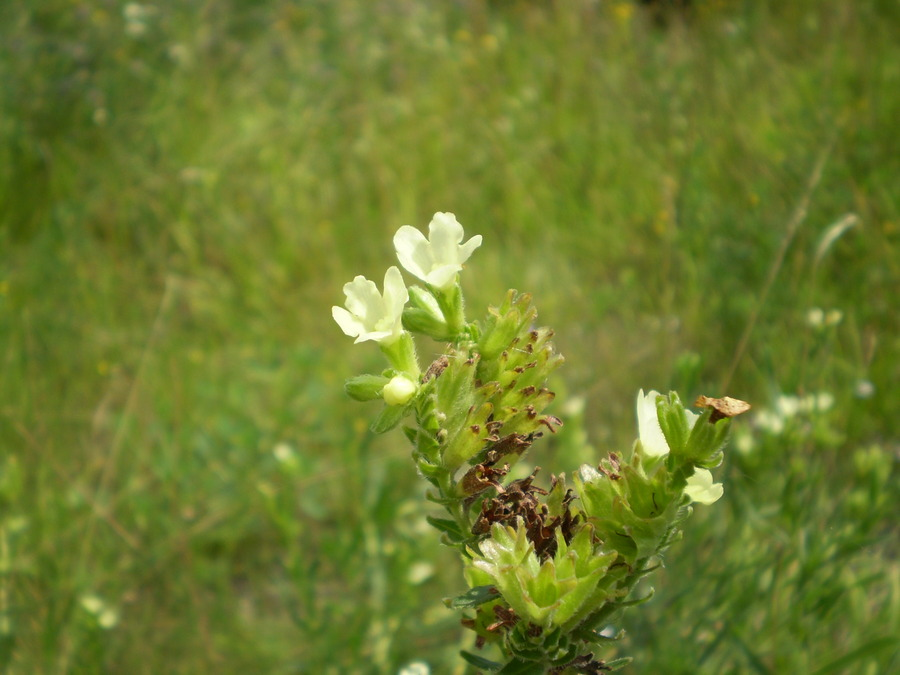
Kelk